# Cratere Jocelyn
Jocelyn  è un cratere sulla superficie di Venere.